# Aulixidens
Aulixidens is een monotypisch geslacht van straalvinnige vissen uit de familie van de karperzalmen (Characidae).

## Soort
- Aulixidens eugeniae Böhlke, 1952